# Campeonato Mundial de Atletismo Sub-20 de 2018 - 800 m masculino
A prova dos 800 metros masculino do Campeonato Mundial de Atletismo Sub-20 de 2018 ocorreu entre os dias 13 e 15 de julho no Estádio de Tampere  em Tampere, na Finlândia. 

## Recordes
Antes desta competição, os recordes mundiais e do campeonato nesta prova eram os seguintes:
|     | Nome          | Nacionalidade | Tempo   | Local     | Data                |
| --- | ------------- | ------------- | ------- | --------- | ------------------- |
| WJR | Nijel Amos    | Botswana      | 1:41.73 | Londres   | 9 de agosto de 2012 |
| CR  | Nijel Amos    | Botswana      | 1:43.79 | Barcelona | 15 de julho de 2012 |
| WJL | Tolesa Bodena | Etiópia       | 1:45.56 | Huelva    | 8 de junho de 2018  |

## Medalhistas
| Ouro                 | Prata                  | Bronze               |
| Solomon Lekuta (KEN) | Ngeno Kipngetich (KEN) | Eliott Crestan (BEL) |

## Cronograma
Todos os horários são locais (UTC+2).
| Data        | Hora  | Evento    |
| ----------- | ----- | --------- |
| 13 de julho | 10:25 | Bateria   |
| 14 de julho | 14:30 | Semifinal |
| 15 de julho | 14:34 | Final     |

## Resultados

### Bateria
Qualificação: Os 3 primeiros de cada bateria (Q) e os 4 tempos mais rápidos (q). 
| Posição | Bateria | Atleta               | Nacionalidade  | Tempo   | Notas  |
| ------- | ------- | -------------------- | -------------- | ------- | ------ |
| 1       | 3       | Solomon Lekuta       | Quénia         | 1:48.19 | Q      |
| 2       | 3       | Marino Bloudek       | Croácia        | 1:48.54 | Q      |
| 3       | 3       | Markhim Lonsdale     | Grã-Bretanha   | 1:48.60 | Q,     |
| 4       | 3       | Adisu Girma          | Etiópia        | 1:48.60 | q      |
| 5       | 1       | Josh Hoey            | Estados Unidos | 1:48.86 | Q      |
| 6       | 1       | Eliott Crestan       | Bélgica        | 1:48.92 | Q      |
| 7       | 4       | Ngeno Kipngetich     | Quénia         | 1:49.03 | Q      |
| 8       | 1       | Sven Cepuš           | Croácia        | 1:49.03 | Q,     |
| 9       | 1       | Juan Diego Castro    | Costa Rica     | 1:49.18 | q, NJR |
| 10      | 3       | Pieter Sisk          | Bélgica        | 1:49.40 | q      |
| 11      | 3       | Oussama Cherrad      | Argélia        | 1:49.40 | q,     |
| 12      | 4       | Marcelo Pereira      | Portugal       | 1:49.49 | Q,     |
| 13      | 4       | Rey Rivera           | Estados Unidos | 1:49.53 | Q      |
| 14      | 4       | Eduardo Romero       | Espanha        | 1:49.56 |        |
| 15      | 1       | Beant Singh          | Índia          | 1:49.66 |        |
| 16      | 2       | Simone Barontini     | Itália         | 1:49.73 | Q      |
| 17      | 1       | Mohamed Abouettahery | Marrocos       | 1:50.15 |        |
| 18      | 3       | Lachlan Raper        | Austrália      | 1:50.23 |        |
| 19      | 2       | Alex Botterill       | Grã-Bretanha   | 1:50.26 | Q      |
| 20      | 4       | Andrea Romani        | Itália         | 1:50.28 |        |
| 21      | 4       | Marco Vilca          | Peru           | 1:50.47 |        |
| 22      | 2       | Mehmet Çelik         | Turquia        | 1:50.61 | Q      |
| 23      | 2       | Kimar Farquharson    | Jamaica        | 1:50.76 |        |
| 24      | 1       | Archie Wallis        | Austrália      | 1:51.25 |        |
| 25      | 2       | Ruach Chuol Padhal   | Canadá         | 1:51.61 |        |
| 26      | 2       | Lőrinc Varga         | Hungria        | 1:51.67 |        |
| 27      | 1       | Oskar Schwarzer      | Alemanha       | 1:52.39 |        |
| 28      | 4       | Charaf Zahir         | Marrocos       | 1:52.95 |        |
|         | 2       | Teddese Lemi         | Etiópia        | DSQ     |        |

### Semifinal
Qualificação: Os 3 primeiros de cada bateria (Q) e os 2 tempos mais rápidos (q). 
| Posição | Bateria | Atleta            | Nacionalidade  | Tempo   | Notas           |
| ------- | ------- | ----------------- | -------------- | ------- | --------------- |
| 1       | 2       | Ngeno Kipngetich  | Quénia         | 1:46.81 | Q               |
| 2       | 2       | Eliott Crestan    | Bélgica        | 1:46.84 | Q, NJR          |
| 3       | 2       | Simone Barontini  | Itália         | 1:47.35 | Q,              |
| 4       | 2       | Oussama Cherrad   | Argélia        | 1:47.36 | q,              |
| 5       | 1       | Solomon Lekuta    | Quénia         | 1:47.56 | Q               |
| 6       | 2       | Markhim Lonsdale  | Grã-Bretanha   | 1:47.73 | q,              |
| 7       | 1       | Adisu Girma       | Etiópia        | 1:47.88 | Q               |
| 8       | 1       | Alex Botterill    | Grã-Bretanha   | 1:47.97 | Q               |
| 9       | 1       | Josh Hoey         | Estados Unidos | 1:48.07 | Recorde pessoal |
| 10      | 2       | Marino Bloudek    | Croácia        | 1:48.20 | ,               |
| 11      | 1       | Sven Cepuš        | Croácia        | 1:48.38 | Recorde pessoal |
| 12      | 1       | Mehmet Çelik      | Turquia        | 1:48.53 | Recorde pessoal |
| 13      | 1       | Juan Diego Castro | Costa Rica     | 1:49.13 | NJR             |
| 14      | 1       | Pieter Sisk       | Bélgica        | 1:49.82 |                 |
| 15      | 2       | Rey Rivera        | Estados Unidos | 1:50.48 |                 |
| 16      | 2       | Marcelo Pereira   | Portugal       | 1:57.88 |                 |

### Final
A prova final foi realizada no dia 15 de julho às 14:34. 
| Posição           | Raia | Atleta           | Nacionalidade | Tempo   | Notas           |
| ----------------- | ---- | ---------------- | ------------- | ------- | --------------- |
| Medalha de ouro   | 5    | Solomon Lekuta   | Quénia        | 1:46.35 |                 |
| Medalha de prata  | 4    | Ngeno Kipngetich | Quénia        | 1:46.45 | Recorde pessoal |
| Medalha de bronze | 6    | Eliott Crestan   | Bélgica       | 1:47.27 |                 |
| 4                 | 2    | Adisu Girma      | Etiópia       | 1:47.58 | Recorde pessoal |
| 5                 | 3    | Simone Barontini | Itália        | 1:51.08 |                 |
| 6                 | 1    | Alex Botterill   | Grã-Bretanha  | 1:51.64 |                 |
| 7                 | 7    | Markhim Lonsdale | Grã-Bretanha  | 1:57.39 |                 |
|                   | 8    | Oussama Cherrad  | Argélia       | DSQ     |                 |

Legenda
| Recorde mundial       | Recorde mundial (World record)               |                       | Recorde africano                      | Recorde africano (African) |                                           | Q | Classificado por posição (Qualified) |
| Recorde do campeonato | Recorde do campeonato (Championship record)  | Recorde da América    | Recorde da América (Americas)         | q                          | Classificado por melhor tempo (Qualified) |   |                                      |
| Melhor marca do ano   | Melhor marca do ano (World leading)          | Recorde asiático      | Recorde asiático (Asian)              | DNS                        | Não largou (Did not start)                |   |                                      |
| Recorde nacional      | Recorde nacional (National record)           | Recorde europeu       | Recorde europeu (European)            | DNF                        | Não terminou (Did not finish)             |   |                                      |
| Recorde pessoal       | Recorde pessoal do atleta (Personal best)    | Recorde da Oceania    | Recorde da Oceania (Oceania)          | DSQ / DQ                   | Desclassificado (Disqualified)            |   |                                      |
| Recorde da temporada  | Recorde da temporada do atleta (Season best) | Recorde sul-americano | Recorde sul-americano (South America) | NM                         | Sem marca (No mark)                       |   |                                      |